# Xlendi
Xlendi és un poble de Malta situat al sud-est de l'illa de Gozo. És envoltat pels pobles de Munxar, Fontana i Kerċem. El poble és administrat per Munxar, però té certa autonomia i manté un escut i un lema propi. Des de març del 2010, Xlendi té un sistema de govern propi amb 5 polítics que estableixen un petit òrgan d'administració de les principals activitats de la zona.

## Etimologia
El nom Xlendi és d'origen bizantí. Prové de l'enfonsament d'una galera en época bizantina a la badia, el nom de la qual era Shilandi L'evidència que realment existí la galera s'hi trobà els anys 60 al fons de l'entrada a la badia. Des d'aleshores, el lloc s'ha convertit en un popular lloc de busseig.

## Llocs històrics

### Tombes púniques
Es van trobar tombes de l'època púnic-bizantina a Xlendi, algunes a St. Simon Point (sota el carrer St. Simon) i altres a la vall de Xlendi. Els romans solien atracar al port de Xlendi, ja que la badia i llurs penya-segats, els protegia del vent. 
 Al bell mig de la badia hi ha un escull que va provocar molts nàufrags. Aquests vaixells enfonsats van deixar un gran nombre d'àmfores romanes al fons marí de la boca de la badia.

### Xlendi Torre

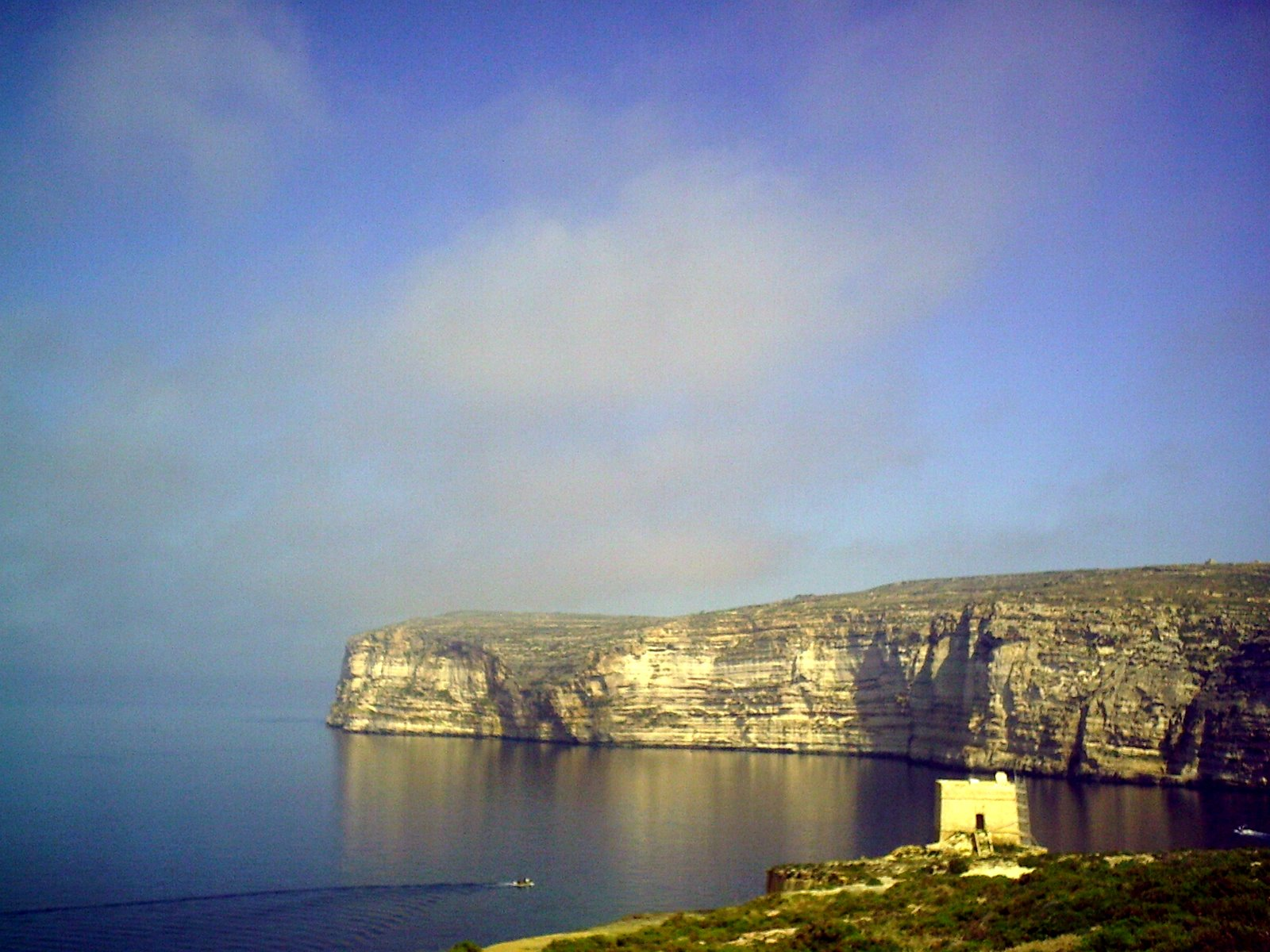
Una vista de Xlendi

La torre Xlendi que custodia la desembocadura de la badia va ser construïda pel mestre Juan de Lascaris-Castellar el 29 de juny de 1650. Es va construir de manera que els pirates o els turcs no poguessin llançar atacs des d'aquesta badia. Ha estat abandonada amb danys importants causats als murs exteriors de la torre. La responsabilitat de la torre va passar al Consell Local el 2010. Durant el 2011 es van iniciar els treballs de restauració. La torre era força important per a l'exèrcit britànic de Malta, ja que era l'única torre del sud-oest de l'illa. Es deia Torre B per mostrar la seva importància.

### Capelles

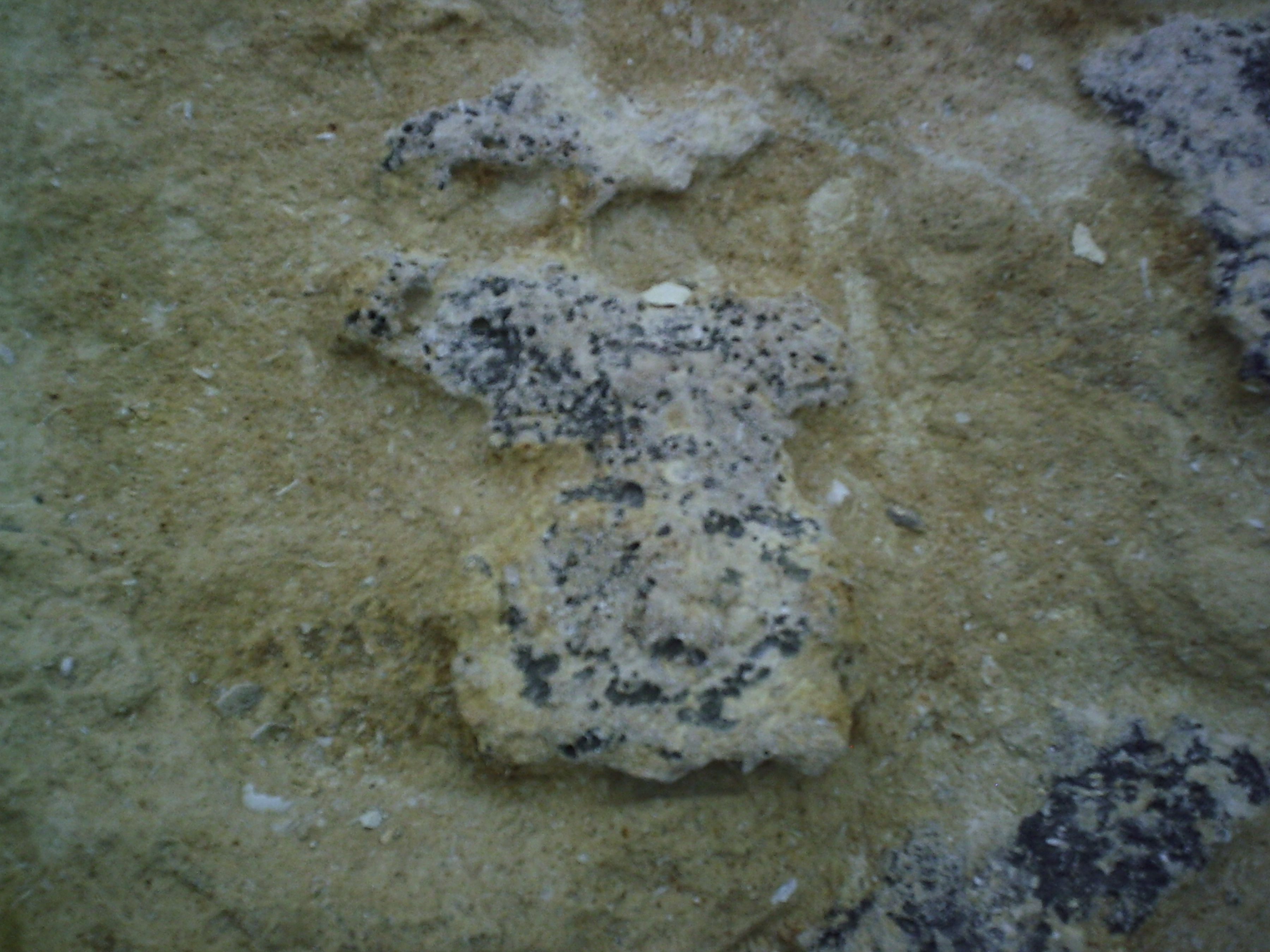
Una creu tallada a la roca marcant les ruïnes d'un cementiri

És estrany que Xlendi a mitjan segle xvii tingués un total de 4 capelles. Es tractava de la capella de St Simon (punt de Sant Simon) que també tenia un cementiri i, quan va ser profanada, el bisbe va ordenar que es tallés una creu de pedra a les roques; St Domenica, que era una capella subterrània situada aproximadament als penya-segats de la vall de Xlendi, al costat de Munxar, de difícil accés, de manera que va ser profanada poc després de la seva creació; Santa Catalina es va establir sobre Xlendi, als penya-segats del costat del poble de Kercem. Va ser construït sobre un penya-segat que porta el mateix nom. Es diu que hi havia una petita comunitat a la zona d'aquesta capella; La visita de "Forn il-Gir" no va ser gaire visitada per la gent. Es va establir entre Munxar i Xlendi, però es coneix molt poc sobre això. Totes aquestes capelles van ser profanades entre els anys 1650 i 1680.
L'església, dedicada a la Mare de Déu del Carme, va ser dedicada el 1974, però algunes parts de l'edifici són molt més antigues, datades el 1868. Cada any, el primer diumenge de setembre, se celebra una festa dedicada al patró. A la tarda, els jocs d'aigua es fan a la badia amb el tradicional ' gostra ', un pol gras que els jugadors han de caminar per agafar una bandera. Al vespre es fa una processó amb l'estàtua de la Mare de Déu del Carmel al voltant de Xlendi.

### Molí d'emergències subterrànies
El 1955, el molí Xlendi va ser excavat als penya-segats, situat darrere de l'església del Mont Carmel. L'excavació va ser una gran empresa, que consistia en un primer moment per un túnel d'entrada, d'uns 30 metres de llarg, 2,5 metres d'alçada i 3 d'amplada, que donava a una gran cambra. Aquesta cambra es dividia en tres plantes i acollia els equips d'emmagatzematge, rectificat i fresat. A la part posterior del molí hi ha la sitja, amb una capacitat d'emmagatzematge d'aproximadament 1.000 tones de blat, i connectada a la maquinària de fresat mitjançant uns filadors mecànics. Un 80 Potència subministrada per motor diesel i alternador. Les entrades des de dalt també poden accedir a la sitja. El molí es va construir quan la guerra freda va anar escalant quan va ser possible el conflicte nuclear. Aquest molí era nuclear. Però aquest molí no es va utilitzar mai després de ser construït.

## Topografia

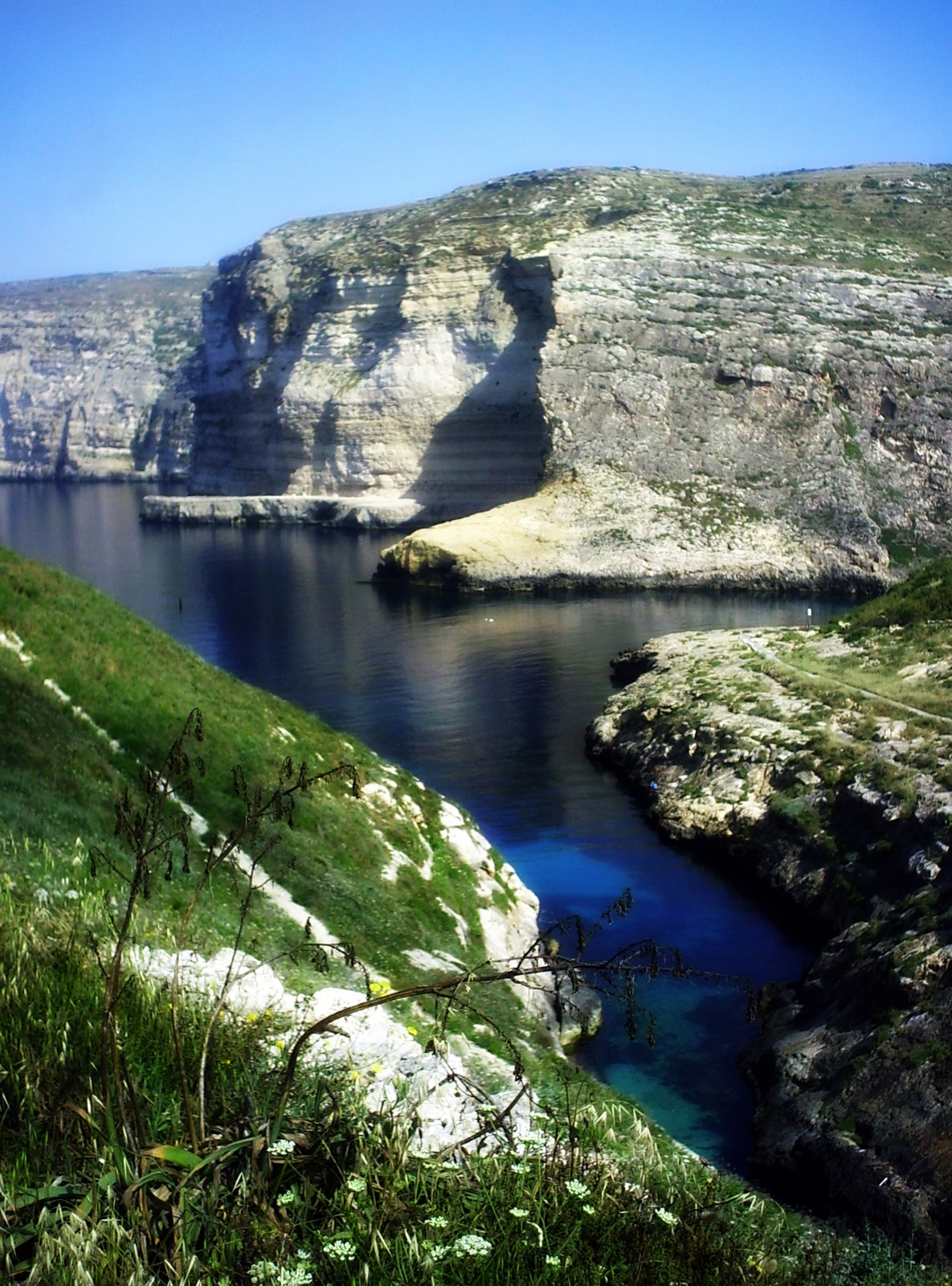
Una foto que mostra la "Kantra" de Xlendi, un dels llocs més bonics del poble.

Aquest poble té una gran topografia amb penya-segats força costeruts al costat i una vall a la part posterior que porta l'aigua de pluja dels pobles que l'envolten (Kerċem, Munxar, Fontana i Victòria) fins a la badia.

### Badia de Xlendi
Durant el domini britànic, la badia de Xlendi va ser sorrenca, però amb el pas del temps, l'aigua de la vall i la interferència humana, ara és cagar. La badia encara és coneguda per les roques del costat esquerre de la badia, que són bones per prendre el sol i bussejar.

### Valls

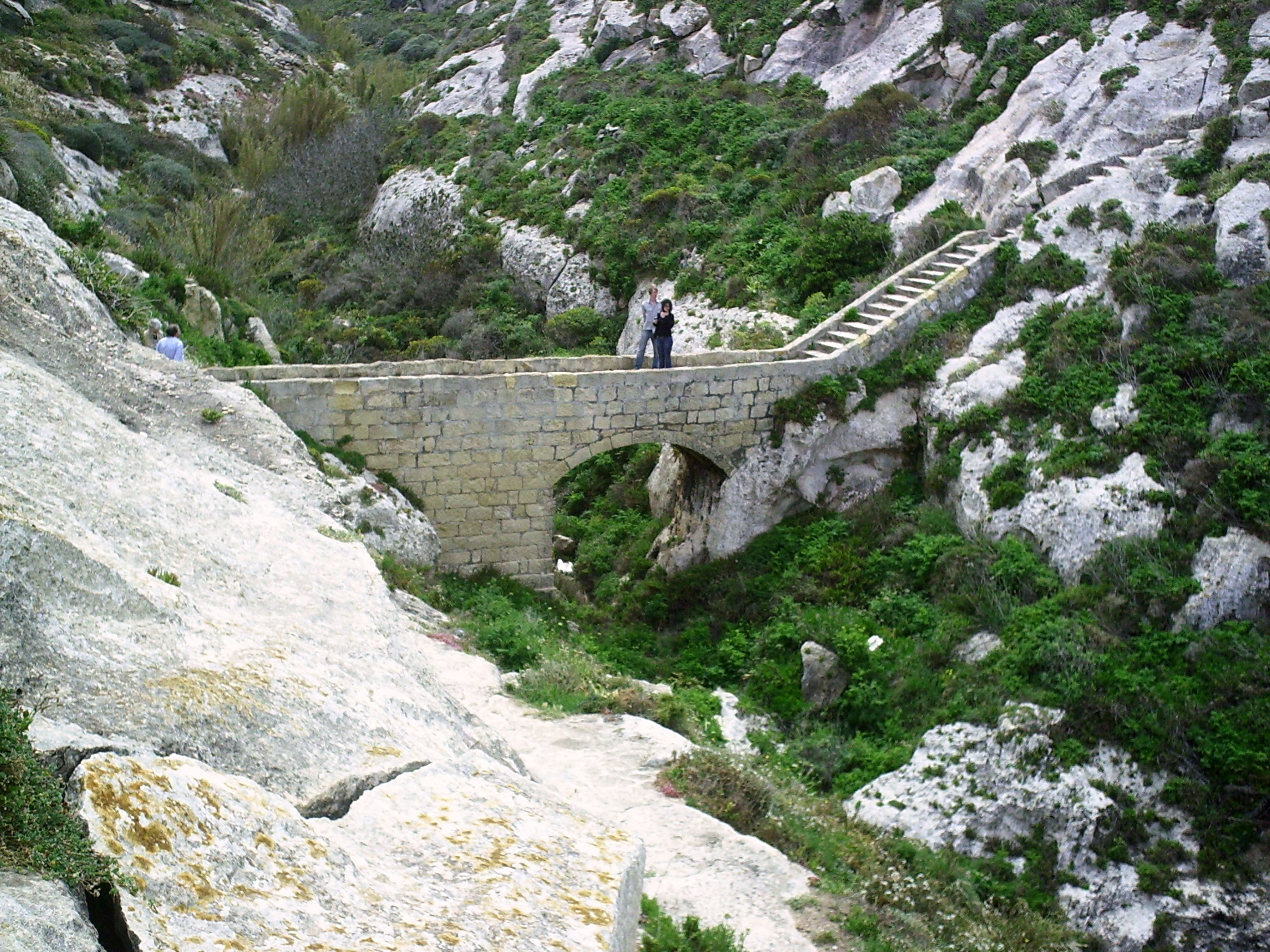
Aquest pont es va fer durant l'època del Cavaller i va connectar els penya-segats amb la resta de Xlendi.

La vall de Xlendi parteix de Fontana continuant des de la vall de Lunzjata i Wied l-Ghawdxija i desemboca a la badia cap al mar. La vall de Xlendi recull gairebé tota la pluja que cau sobre els pobles adjacents de Kerċem, Munxar i Fontana. L'aigua de pluja passa per Xlendi i això és un problema per a la majoria dels ciutadans que viuen a Xlendi perquè estan aïllats per l'aigua que flueix ràpidament. Això també provoca inundacions als edificis de la carretera principal per on passa l'aigua de la vall. Aquesta vall és una de les poques cases del cranc d'aigua dolça maltesa .
Il-Kantra és una vall a l'esquerra de la badia just al costat de la torre. El nom Kantra deriva d' Alcántara en castellà-sicilià. Això és a causa de l'entrada de la vall i a la forma de la vall. Des de la seva entrada, es podia veure com un arc. Aquesta vall acull molts tipus de flora i fauna perquè no hi va molta gent. Es va arribar a la torre de Xlendi per un pont construït pels cavallers de Sant Joan sobre la vall de Kantra.

### Coves

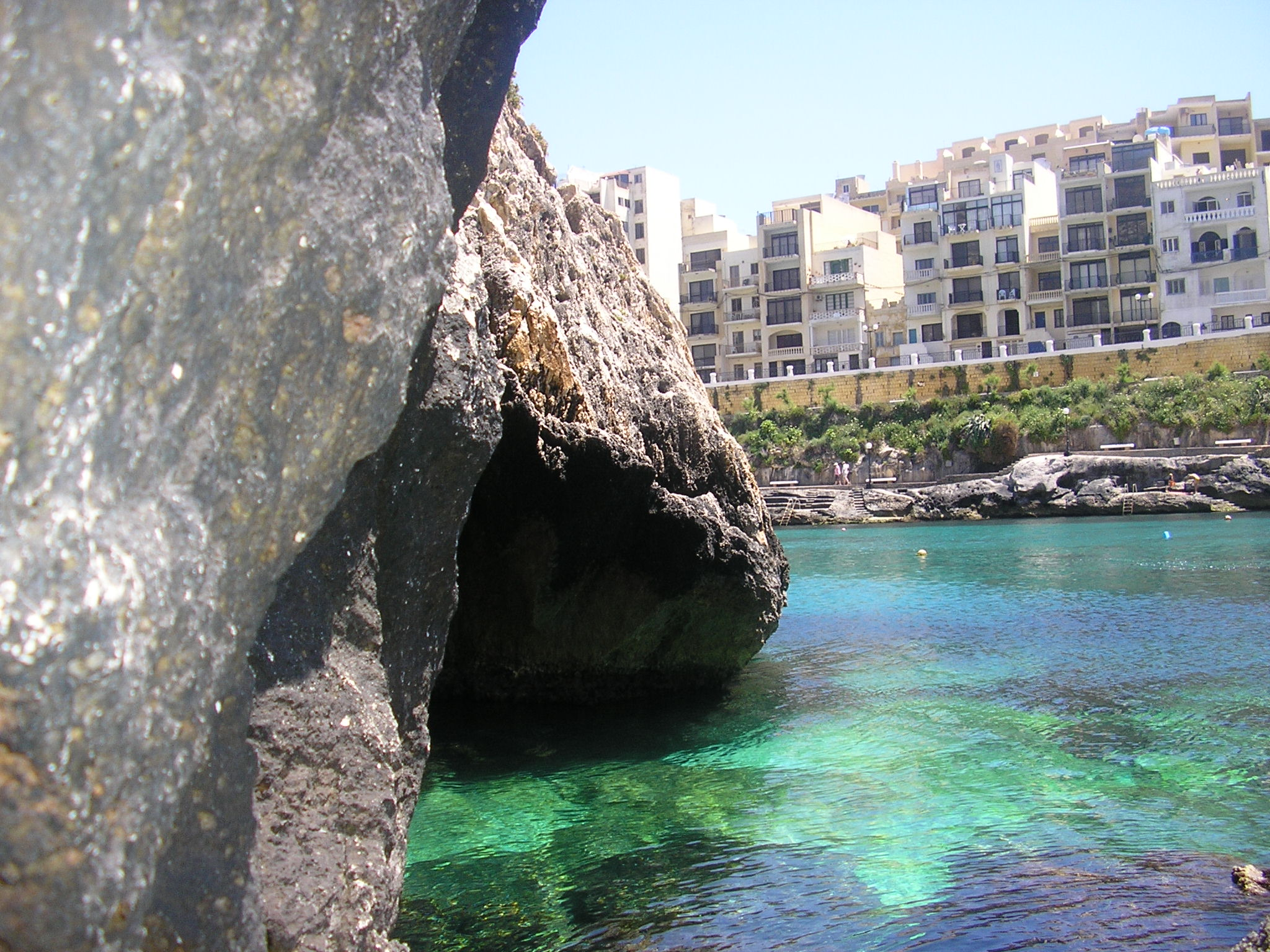
Una foto presa a la boca de la cova Caroline

Hi ha moltes coves, petites o grans, als costats de la badia. Les principals coves i més conegudes són:
La cova Caroline és una cova als penya-segats de la badia dreta. Va ser una propietat de Caroline Cauchi, una dona rica de Victòria. Posteriorment va fundar les germanes agustines a Gozo i va donar gairebé tota la seva terra, inclosa la cova i altres terres de Xlendi. Les germanes durant els estius van començar a quedar-se a Xlendi. Anarien a nedar en aquesta cova que estava aïllada i a la qual només s'hi podia arribar per unes escales. Així que farien servir aquesta cova com a pròpia i no la veurien altres persones de la badia.
La cova Catherine de Siena es troba fora de la badia a la part dreta. És coneguda per l'aigua blava molt clara. Al segle xvii, la gent vivia a les zones del voltant de la cova i va construir una església just a sobre de la cova. Així doncs, la cova va obtenir el seu nom del sant al qual estava dedicada l'església.
La zona sense desenvolupar al voltant de Xlendi acull moltes espècies de flora i fauna, algunes d'elles rares. Es pot anomenar les gavines, el cranc maltès d'aigua dolça i el " Widnet il-Bahar ". Avui, Xlendi és una de les zones més desenvolupades de l'illa, una característica que perjudica la biodiversitat de la zona. El tram de costa enfilat de 3 km des de la badia de Xlendi cap a l'oest fins a Wardija Point forma la zona de les aigües importants de la badia de Xlendi a la de Wardija Point, identificada com a tal per BirdLife International per la seva importància per a dues espècies de cisalles.